# Stélvio Rosa da Cruz
Stélvio Rosa da Cruz, bekannt als Stélvio, (* 24. Januar 1989 in Luanda) ist ein angolanischer Fußballspieler.

## Karriere

### Verein
Geboren in Angola, durchlief Stélvio die Jugendabteilung des portugiesischen Clubs Sporting Braga. 2007 wurde er erstmals in der Primeira Liga eingesetzt. Der defensive Mittelfeldspieler wurde in den folgenden Jahren an União Leiria und verschiedene angolanische Vereine ausgeliehen, u. a. an CRD Libolo, mit dem er 2011 die nationale Meisterschaft gewann.
2012 kehrte er nach Europa zurück und stand eine Saison auf Zypern bei Alki Larnaka unter Vertrag. Von 2013 bis 2019 spielt Stélvio für den luxemburgischen Verein F91 Düdelingen und wurde bisher fünfmal Meister und dreimal Pokalsieger dort. In der Saison 2019/20 stand er beim belgischen Zweitligisten Royal Excelsior Virton unter Vertrag.
Nachdem Virton für die neue Saison keine Lizenz für die Division 1B erhalten hatte, wechselte er zum RWD Molenbeek, der zur neuen Saison 2020/21 in die Division 1B aufgestiegen war, und unterschrieb dort einen Vertrag für die neue Saison mit Verlängerungsoption. Rosa da Cruz bestritt nur zwei von 15 möglichen Ligaspielen für RWDM. Am letzten Tag des Wintertransferfensters wechselte er zurück nach Luxemburg zum Rekordmeister Jeunesse Esch. Dort war er anderthalb Jahre aktiv und erzielte in 39 Ligaspielen zwei Treffer.
Im Sommer 2022 gab dann der Erstliga-Aufsteiger FC Monnerich die Verpflichtung des Mittelfeldspielers bekannt. Nach anderthalb Jahren und 27 Liga- sowie einem Pokalspiel verließ er den Verein im Januar 2024. Nach sechs Monaten Vereinslosigkeit ging er zum Zweitliga-Aufsteiger FC Luxembourg City.

### Nationalmannschaft
Rosa da Cruz spielte in der U-19- und U-21-Auswahl von Portugal, ehe er sich 2009 entschied für Angola zu spielen. Er stand im Aufgebot der angolanischen A-Nationalmannschaft bei der Fußball-Afrikameisterschaft 2010 und kam in den Gruppenspielen gegen Mali und Malawi sowie im Viertelfinale gegen Ghana zum Einsatz. Nach einer langen Pause kam er Ende 2018 zu weiteren Einsätzen.

## Erfolge
- Angolanischer Meister: 2011
- Luxemburgischer Meister: 2014, 2016, 2017, 2018, 2019
- Luxemburgischer Pokalsieger: 2016, 2017, 2019
- Luxemburgischer Ligapokalsieger: 2016